# Исагора
Исагора је био атински политичар из 6. века п. н. е.

## Биографија
Исагора је током владавине тиранина Хипије (Пизистратовог сина) био прогнан из Атине. Након његовог пада се врађа у Атину. Убрзо се нашао на челу странке аристократа која је представљала опозицију странке Алкмеонида коју је предводио Клистен. Године 508. п. н. е. изабран је за архонта епонима. Међутим, Клистенова странка имала је већу популарност. Стога Исагора тражи помоћ од спартанског краља Клеомена I. Клеомен се одазива на помоћ и 508/7. п. н. е. упада на територију Атике. Клистен је већ напустио земљу. Клеомен и Исагора заводе олигархијску управу и изазивају револт народа који их опседа на Акропољу. Присиљени су да напусте Атику након чега се Клистен враћа из прогонства. Сада није било препрека ка увођењу нових реформи. 